# Dvin
Dvin je bio veliki trgovački grad i glavni grad srednjovjekovne Armenije. Nalazio se sjeverno od ranijeg glavnog grada Artašata na obalama rijeke Mecamor, 35 km južno od sadašnjeg glavnog grada Erevana. Danas je Dvin uglavnom veliki brežuljak između gradića Hnabreda i Verin Dvina. Sustavnnim iskopavanjem pronađeno je obilje materijala koje je pružilo u uvid u armensku kulturu između 5. i 13. stoljeća.

## Povijest
Drevni grad Dvin sagradio je armenski kralj Hosrov III. Mali 335. na naselju i utvrdi koja je potjecala iz 3. tisuljćeća prije Krista. Nakon izgradnje, Dvin je bio sjedište armenskih kraljeva iz dinastije Araskida. Broj stanovnika dosegao je 100 000, a stanovništvo se bavilo raznim zanimanjima, umjetnošću, zanatom, trgovinom, ribarenjem itd. Pod vlašću Araskida, Dvin je postao najbogatiji, najprosperitetniji i najnaseljeniji grad istočno od Konstantinopola. 
Nakon pada Armenskog Kraljevstva, odnosno sasanidskog osvajanja 428., Dvin je postao sjedište perzijskih guvernera. I u vrijeme perzijske vlasti Dvin se i dalje razvijao, što ga je učinilo i metom arapskih provala. Po pisanju katolikosa Ivana V. Povjesničara, Arapi Omajadi su grad osvojili 640. u vrijeme bizantskog cara Konstansa II. i katolikosa Ezre. Omajadi su grad preimenovali u Dabil. Nakon arapskog osvajanja 640., Dvin je postao sjedište Armenskog Emirata, odnosno ostikana (guvernera). Arapi su 6. siječnja 642. počinili masovni pokolj armenskog stanovništva ubijajući oko 12 000 ljudi, dok su 35 000 odveli u roblje.
U vrijeme velikog potresa 893. Dvin je bio razoren, a u njemu je u to vrijeme živjelo 70 000 ljudi. Iako je Dvin bio bojno polje između Bizantinaca i Arapa još sljedeća dva stoljeća, u 9. stoljeću se grad i dalje razvijao. U kasnom 9. stoljeću, nakon slabljenja Arapa, uspostavljeno je bio je sjedište Bagratidske Armenije. Zbog arapske opresije i učestalih potresa grad početkom 10. stoljeća doživljava stagnaciju, a središte Armenije postao je Kars.
Bizantsko uzeće Armenije, a zajedno s tim i Dvina, dogodilo se 104.5, a već 1064. Turci Seldžuci su osvojili Dvin. Kurdi Šadadidi vladali su gradom kao seldžučki vazali, sve dok gruzijski kralj Juraj III. nije uzeo grad 1173. Mongoli su 1236. u potpunosti razorili grad.
Saladinov otac Najm ad-Din Ajub rođen je u Dvinu.

## Katedrala sv. Grgura
U središtu grada Dvina nalazila se Katedrala sv. Grgura. Napravljena je u 3. stoljeću kao poganski hram u obliku trostruke lađe sa sedam parova stupova. Hram je u 4. stoljeću pretvoren u kršćansku crkvu, a nadograđena je i petoplošna apsida koja je oštro izvirivala na istočnoj strani. Sredinom 5. stoljeća nadograđen je i vanjski luk na postojeću konstrukciju. U vrijeme kada je izgrađena, bila je najveća crkva u Armeniji, veličine 30,41m x 58,17m. S vana i iznutra, katedrala je bila ukrašena ornamentnim dekoracijama. Glave stupova bile su ukrašene reljefom nalik na perje, dok su na tri isprepletena stalka bili urezani vijenci. Pod unutrašnjosti činio je višebojni popločeni mozaik s geometrijskim uzorkom, dok je pod apside dekoriran u 7. stoljeću činio mozaik napravljen od malih kamenih pločica prikazivajući Bogorodicu, ujedno je to najstariji mozaički prikaz Bogorodice u Armeniji. Sredinom 7. stoljeća katedrala je doživjela preuređenje kada je dobila križni oblik s kupolom i apsidama koje su izvirivale na bočnim stranama katedrale. Preživjeli ostatci katedrale danas čine samo kameni temelji pronađeni u vrijeme iskopavanja u 20. stoljeću.